# Dărmănești
Dărmănești (în maghiară Dormánfalva) este un oraș în județul Bacău, Moldova, România, format din localitatea componentă Dărmănești (reședința), și din satele Dărmăneasca, Lapoș, Păgubeni, Plopu și Sălătruc.

## Etimologie
Numele așezării pe râul Trotuș, de lângă Comănești, întâlnit și la Dărmănești, Suceava și Dărmănești, Dâmbovița (în zona unde există și Comarnic), provine dintr-un nume cuman de persoană, întâlnit în registre otomane ca Derman, Durman și Dărman. Potrivit lingvistului bulgar Jordan Zaimov⁠(bg)[traduceți], antroponimele menționate sunt forme prescurtate ale lui Deriman (compus din Derim și terminația -an), care la rândul lui este prescurtarea cuvântului Derimir, provenit din verbul dera „a lupta”. Pe de altă parte, Dărman este o combinație între Dărmo (din dărma „lemn gros”,) și terminația -an.
Potrivit lui Zaimov, formele provin din secolele al XV-lea și al XVI-lea, însă în izvoarele maghiare a fost menționat antroponimul cuman încă din secolul al XIII-lea, ca Dorman[us] sau Derman[us] (1285), ulterior și Dormani (1340), Dormánháza (1406, ulterior Dormánd), familia Dormánházi (1406), Dormán (1477) și altele. Numele turcic Durman (unde dur-/tur- înseamnă „a sta”, „a opri”, „a rămâne”) a fost întâlnit ca numele unui sat în nordul Crimeii, Dorman în numele unui trib turcic sub stăpânire mongolă, iar Dorman sau Dărman drept conducător al regiunii Branicevo și supus al țarului bulgar George Terter (1280–1292). Ca patronim a fost întâlnit în Moldova și Țara Românească ca Petra Drmana (1499), Dărman căpitan (1563) sau Jonasco Dărman (1636).
În Bulgaria există satele Dermanci (Dermanče în sursele otomane), Dărmanți, Vrața și Dermanți situat pe râul Vit, la fel precum satul Komarevo, Vrața. Despre toponimele de tip Komarevo István Schütz⁠(hu)[traduceți] a menționat că, alături de Comarnic și Komarni nahiye (menționat într-un registru otoman al Sangeacului de Scutari⁠(en)[traduceți] în 1485), sunt tot de origine cumană și au suferit modificări prin rotacism, posibil sub influență română sau aromână.
În Ungaria există satul Dormánd, Heves, denumit în secolele al XIV-lea și al XV-lea Dormánháza. Mai înainte, satul s-a numit Bogorbesenyő, ceea ce arată și stabilirea pecenegilor.

## Așezare
Orașul se află în extremitatea vestică a județului, la limita cu județul Harghita, la poalele Munților Nemira, pe malurile râului Trotuș și în bazinul hidrografic al afluentului acestuia, râul Uz. Este traversat de șoseaua națională DN12A, care leagă Oneștiul de Miercurea-Ciuc. Din acest drum, la Dărmănești se ramifică șoseaua județeană DJ123 care duce spre vest în județul Harghita la Sânmartin (unde se intersectează cu DN12) și Sânsimion (deși porțiunea ce traversează munții nu este asfaltată). Prin oraș trece și calea ferată Adjud–Comănești–Siculeni, pe care este deservit de halta Valea Uzului și de halta de călători Valea Uzului Haltă.

## Demografie
Componența etnică a orașului Dărmănești
     Români (83,98%)
     Romi (4,11%)
     Alte etnii (0,05%)
     Necunoscută (11,86%)
Componența confesională a orașului Dărmănești
     Ortodocși (70,97%)
     Penticostali (9,1%)
     Romano-catolici (7,41%)
     Alte religii (0,35%)
     Necunoscută (12,17%)
Conform recensământului efectuat în 2021, populația orașului Dărmănești se ridică la 13.069 de locuitori, în creștere față de recensământul anterior din 2011, când fuseseră înregistrați 12.247 de locuitori. Majoritatea locuitorilor sunt români (83,98%), cu o minoritate de romi (4,11%), iar pentru 11,86% nu se cunoaște apartenența etnică. Din punct de vedere confesional, majoritatea locuitorilor sunt ortodocși (70,97%), cu minorități de penticostali (9,1%) și romano-catolici (7,41%), iar pentru 12,17% nu se cunoaște apartenența confesională.
Date: Recensăminte sau birourile de statistică - grafică realizată de Wikipedia

## Politică și administrație
Orașul Dărmănești este administrat de un primar și un consiliu local compus din 17 consilieri. Primarul, Toma Constantin[*], de la Partidul Național Liberal, este în funcție din 2016. Începând cu alegerile locale din 2024, consiliul local are următoarea componență pe partide politice:
|  | Partid                          | Consilieri | Componența Consiliului | Componența Consiliului | Componența Consiliului | Componența Consiliului | Componența Consiliului | Componența Consiliului | Componența Consiliului | Componența Consiliului | Componența Consiliului | Componența Consiliului | Componența Consiliului | Componența Consiliului |
|  | ------------------------------- | ---------- | ---------------------- | ---------------------- | ---------------------- | ---------------------- | ---------------------- | ---------------------- | ---------------------- | ---------------------- | ---------------------- | ---------------------- | ---------------------- | ---------------------- |
|  | Partidul Național Liberal       | 12         |                        |                        |                        |                        |                        |                        |                        |                        |                        |                        |                        |                        |
|  | Partidul Social Democrat        | 4          |                        |                        |                        |                        |                        |                        |                        |                        |                        |                        |                        |                        |
|  | Alianța pentru Unirea Românilor | 1          |                        |                        |                        |                        |                        |                        |                        |                        |                        |                        |                        |                        |

## Istorie
În regiune au avut loc în 1434 lupte între Iliaș Vodă, susținut de poloni, și fratele său Ștefan al II-lea, din care al doilea a ieșit victorios.
La sfârșitul secolului al XIX-lea, Dărmănești avea statut de comună rurală, făcea parte din plasa Muntelui a județului Bacău și era formată din satele Dărmănești, Lapoș, Plopu, Păgubeni și Poiana Uzului, cu 3968 de locuitori. În comună funcționau o școală mixtă cu 41 de elevi deschisă în 1864 la Dărmănești, cinci biserici ortodoxe (două la Dărmănești și câte una în celelalte sate cu excepția satului Păgubeni) și una catolică la Dărmănești. Principalii proprietari de terenuri erau principele Alexandru B. Știrbei, Eug. Ghica și statul.
Anuarul Socec din 1925 o consemnează în plasa Comănești a aceluiași județ, având 6000 de locuitori în satele Dărmănești, Dărmăneasca, Lapoș, Plopu, Păgubeni, Poiana Uzului și în cătunul Pivniceri.
În perioada interbelică a existat fabrica „Dărmănești” de oțet prin distilare uscată a lemnului de fag. Procedeul era cel obișnuit, unde lemnul de fag era introdus în retorte de fontă închise ermetic și încălzite 16 ore. Astfel, în lipsa aerului, lemnul se distila și se obținea în primă fază acid pirolignos, un amestec de acid acetic, acetonă și alcool metilic. Prin tratarea acidului pirolignos cu hidroxid de calciu, acidul acetic era separat prin trecerea în acetat de calciu. Prin separarea acestuia rămânea acetona și alcoolul metilic în amestec, separate la rândul lor prin distilare fracționată. Acetatul de calciu era tratat cu acid sulfuric, separându-se acidul acetic.
În 1950 comuna a trecut în administrația raionului Moinești din regiunea Bacău. În 1968, ea a revenit la județul Bacău, reînființat; tot atunci a apărut și satul Sălătrucu, iar satele Poiana Uzului și Pivniceri au fost desființate și comasate cu satul Dărmănești. Comuna a căpătat statut de oraș în 1989.

## Monumente istorice

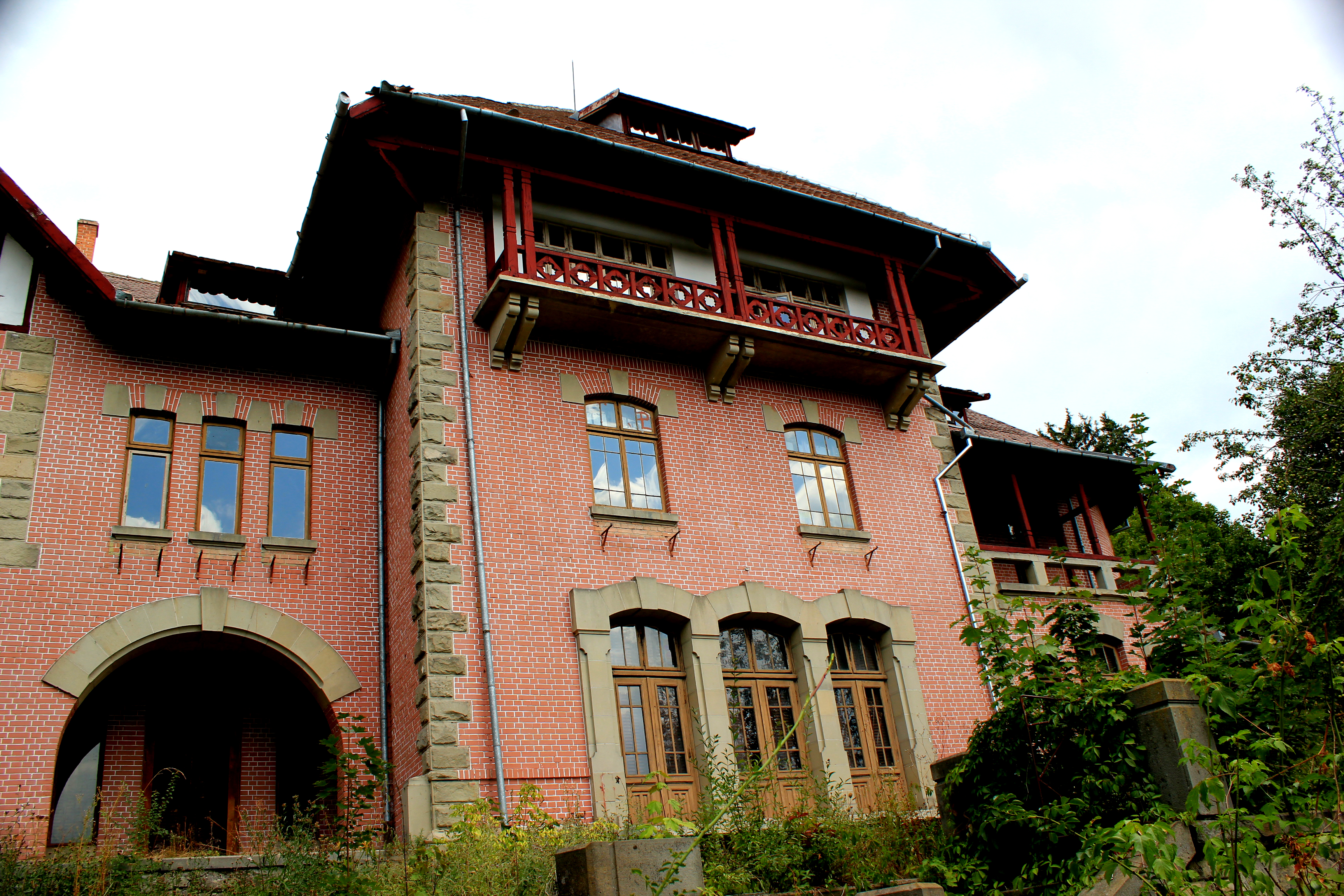
Palatul Știrbei din Dărmănești, monument istoric de arhitectură de interes național

În orașul Dărmănești se află palatul Știrbei, monument istoric de arhitectură de interes național, datând de la sfârșitul secolului al XIX-lea și aflat pe strada Dumbravei. În rest, cinci alte obiective din oraș sunt incluse în lista monumentelor istorice din județul Bacău ca monumente de interes local, toate clasificate ca monumente de arhitectură: complexul de instalații tehnice hidraulice din cartierul Boiștea, cuprinzând o dârstă hidraulică (datând de la sfârșitul secolului al XIX-lea), o piuă hidraulică și o vâltoare (ambele de la începutul secolului al XX-lea); biserica de lemn „Sfântul Nicolae” (1808, cu adăugiri în 1884); moara de apă Hazaparu (începutul secolului al XX-lea); biserica de lemn „Sfinții Voievozi” (1813) din satul Lapoș; biserica de lemn „Adormirea Maicii Domnului” din satul Plopu.

## Personalități născute aici
- Ioan Ferenț (1886 - 1933), preot romano-catolic, istoric;
- Paul Nicorescu (1890 - 1946), istoric, arheolog;
- Eduard Ferenț (n. 1938), preot romano-catolic, rector al Seminarului Teologic din Iași;
- Vasile Secăreș (n. 1948), politolog român, profesor, rector și fondator al Școlii Naționale de Studii Politice și Administrative;
- Doina Anton (n. 1957), atletă;
- Relu Fenechiu (n. 1965), fost ministru al transporturilor.